# Unterseeboot 861
L'Unterseeboot 861 (ou U-861) est un sous-marin allemand utilisé par la Kriegsmarine pendant la Seconde Guerre mondiale.
Ce navire est surtout connu pour avoir causé la seule perte au combat de la Marine brésilienne pendant la Seconde Guerre mondiale, en coulant le Vital de Oliveira,,.

## Historique
L'U-861 reçoit sa formation de base dans la 4. Unterseebootsflottille à Stettin en Prusse jusqu'au 31 mars 1944, où il rejoint la formation de combat la 12. Unterseebootsflottille à Bordeaux. 
Devant l'avance des forces alliées en France, pour éviter la capture, il rejoint en octobre 1944 Flensbourg dans la 33. Unterseebootsflottille.
Après la reddition de l'Allemagne nazie, l'U-861 est retiré du service à Trondheim en Norvège le 6 mai 1945. Il est convoyé par les forces alliées à Lisahally en Irlande du Nord en vue de l'opération alliée de destruction massive d'U-Boote.
L'U-861 est coulé le 31 décembre 1945 à la position géographique de 55° 25′ N, 7° 15′ O.

## Affectations successives
- 4. Unterseebootsflottille du 2 septembre 1943 au 31 mars 1944
- 12. Unterseebootsflottille du 1er avril 1944 au 30 septembre 1944
- 33. Unterseebootsflottille du 1er octobre 1944 au 6 mai 1945

## Commandement
- Kapitänleutnant Jürgen Oesten du 2 septembre 1943 au 8 mai 1945

## Navires coulés
L'U-861 a coulé trois navires marchands pour un total de 2 311 tonneaux, un navire de guerre auxiliaire de 1 737 tonnes et endommagé un navire marchand de 8 139 tonneaux au cours des deux patrouilles qu'il effectua.
| Date             | Nom du navire          | Pavillon    | Type                        | Tonnage | Statut    |
| ---------------- | ---------------------- | ----------- | --------------------------- | ------- | --------- |
| 20 juillet 1944  | Vital de Oliveira      | Brésil      | Navire transport de troupes | 1 737   | Coulé     |
| 24 juillet 1944  | SS William Gaston (en) | US Navy     | Cargo                       | 7 177   | Coulé     |
| 20 aout 1944     | Berwickshire (en)      | Royaume-Uni | Cargo                       | 7 464   | Coulé     |
| 20 aout 1944     | Daronia (en)           | Royaume-Uni | Navire-citerne              | 8 139   | Endommagé |
| 5 septembre 1944 | Ioannis Fafalios (en)  | Grèce       | Charbonnier                 | 5 670   | Coulé     |